# Marie-Georges Picquart
Marie-Georges Picquart (Estrasburgo, 6 de septiembre de 1854 - Amiens, 18 de enero de 1914) fue un militar y político francés. Fue uno de los personajes centrales en el resultado del denominado Caso Dreyfus.

## Previo alCaso Dreyfus
Nacido en Estrasburgo en 1854, su familia estaba compuesta por sus padres, una hermana y dos hermanos. Se instaló en 1856 en la localidad alsaciana de Geudertheim dónde su padre acababa de ser nombrado perceptor de contribuciones directas. Se quedaría más de seis años en el Château du colonel de Weitersheim antes de regresar a Estrasburgo.
Pianista aficionado, Picquart fue un asiduo visitante de la familia Chaigneau, cuyas hijas formaron el Trío Chaigneau. Más tarde ayudó a organizar conciertos para el trío.
En 1872 empezó la carrera militar y se graduó como oficial de la Escuela Militar Especial de Saint-Cyr en quinta posición. Tras una etapa como oficial de servicio en el sudeste de Asia (Tonkín), obtuvo la segunda posición en la promoción de la Escuela de Estado Mayor. Se hizo profesor en la Escuela Superior de Guerra y tuvo por alumno a Alfred Dreyfus.

## ElCaso Dreyfus

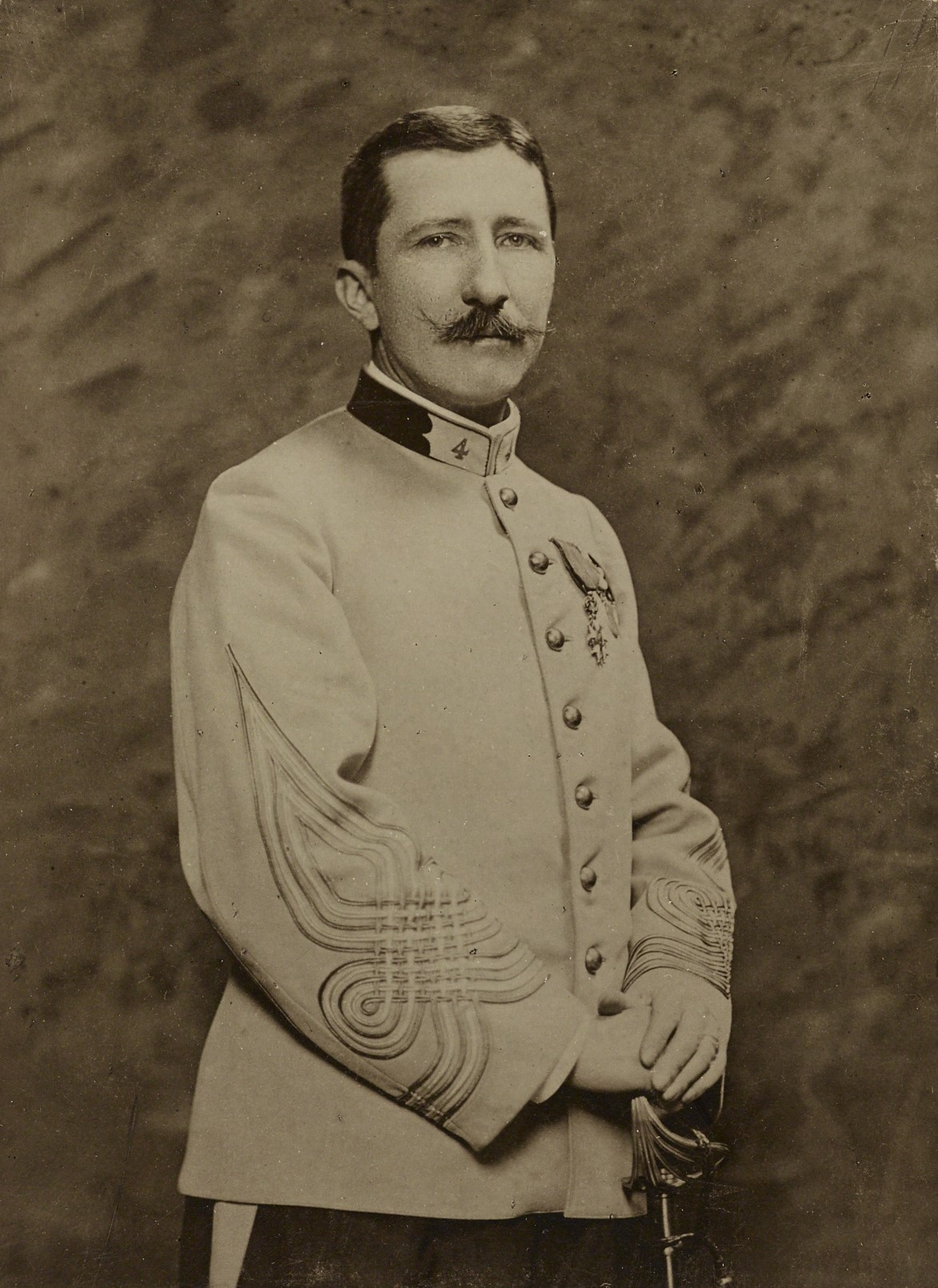
El teniente coronel Picquart, en la época del caso Dreyfus y del proceso a Zola.

En 1895 fue promovido a jefe de la Segunda Cartera (servicio de inteligencia militar) con el grado de coronel. Convencido de la inocencia del capitán Alfred Dreyfus, desempeñó un papel importante en el Caso Dreyfus descubriendo los indicios que acusaban al comandante Ferdinand Walsin Esterhazy. Descubrió particularmente un pedazo de papel desgarrado, conocido bajo el nombre de «petit bleu» (pequeño azul), enviado por el agregado militar alemán a Esterházy. Cuando lo comparó con los escritos de Esterházy, comprobó que era la misma escritura que la de la nota, el principal elemento de cargo contra Dreyfus.
Informó sobre eso a sus superiores, lo que lo condujo a ser destinado a un nuevo puesto en Túnez con consigna de no revelar sus informaciones. Sin embargo, la publicación de la nota en la prensa le permitió a otra persona que conocía a Esterházy reconocer la escritura de este último. Informado sobre estas nuevas revelaciones, Georges Picquart decidió entonces comunicarle al senador Auguste Scheurer-Kestner las pruebas de las que disponía. Por este motivo fue expulsado del ejército en 1898 y encarcelado durante un año.

## La rehabilitación
Picquart fue rehabilitado el mismo día que Dreyfus y nombrado general de brigada en 1906. Se convirtió en Ministro de Guerra tres meses después, en el primer gobierno de Georges Clemenceau (25 de octubre de 1906 - 23 de julio de 1909).
Murió el 18 de enero de 1914, en vísperas de la Primera Guerra Mundial, por causa de una caída de caballo en Picardía.
El gobierno pretendió entonces organizar funerales nacionales para rendirle homenaje por su papel en el Caso Dreyfus y por sus servicios al frente del Ministerio de Guerra, pero su familia se opuso, celebrándose exequias particulares. Su entierro se efectuó el 21 de enero en Amiens en un marco familiar. Posteriormente, sus restos fueron enviados a París y depositados en el cementerio de Père-Lachaise con ocasión de un homenaje nacional oficial.
El 23 de septiembre de 1919, al día siguiente de la reconquista de Alsacia, los restos de Picquart fueron trasladados a Estrasburgo y depositados con honores militares en el cementerio de Saint-Urbain.

## Condecoraciones
- Legión de honor: caballero (5-7-1887), oficial (30-12-1909), comendador (11-7-1912)
- Medalla conmemorativa de Tonkín
- Medalla colonial con la inscripción «Algérie»
- Caballero de la Orden Real de Camboya
- Caballero de la Orden del Dragón de Annam

## En su memoria
- Una calle a su nombre en Estrasburgo, lugar de su nacimiento.
- Una avenida en Bruselas.
- La plaza del ayuntamiento de Geudertheim, rebautizada en su nombre desde el 13 de julio de 2006, donde pasó una parte de su infancia.